# 航空施設隊
航空施設隊
1. 航空施設隊 - 航空自衛隊における施設部隊。本項において解説する。
2. 海上自衛隊機動施設隊の改編前の名称

航空施設隊（こうくうしせつたい、JASDF Air Civil Engineering Group）とは、航空自衛隊において、各航空方面隊隷下の基地及び分屯基地の土木作業、ボイラー及び空調施設の検査等を行うことを任務とした部隊である。また、敵航空機の攻撃による滑走路被害を想定し、模擬滑走路を実爆させ、迅速な復旧にあたり航空機運航を再開させるための滑走路被害復旧能力の向上を目的とした訓練も行っている。航空方面隊隷下部隊で、各方面隊司令部のある基地（西空のみ春日基地ではなく芦屋基地）に隊本部が所在し、戦闘航空団のある基地に作業隊が配置される。なお、各基地等ごとにある基地業務担当部隊の施設隊とは別のもの。隊司令は1等空佐。

## 部隊編制
- 北部航空施設隊本部（三沢基地）
  - 第1作業隊（三沢基地）
  - 第2作業隊（千歳基地）
  - 管理班（三沢基地）
- 中部航空施設隊本部（入間基地）
  - 第1作業隊（入間基地）
  - 第2作業隊（小松基地）
  - 第3作業隊（百里基地）
  - 管理班（入間基地）
- 西部航空施設隊本部（芦屋基地）
  - 第1作業隊（芦屋基地）
  - 第2作業隊（新田原基地）
  - 第3作業隊（築城基地）
  - 管理班（芦屋基地）
- 南西航空施設隊本部（那覇基地）
  - 作業隊（那覇基地）
  - 管理班（那覇基地）